# August Saarbach

August Saarbach

August Saarbach (auch Augustus Saarbach, * 25. Dezember 1854 in Mainz; † 15. Juni 1912 ebenda) war ein bedeutender Weinhändler und Pressegrossist jüdischer Abstammung aus Mainz. Seine Unternehmen für den Wein- und Pressevertrieb waren führend in Europa und existieren unter der Firma Saarbach bis heute. Auf seinen Auftrag hin wurde im Mainzer Stadtteil Gonsenheim der Maxborn errichtet – ein Laufbrunnen, der an seinen jung gestorbenen Sohn Max erinnert.

## Geschäftsleben
August Saarbachs Vater, Eduard Saarbach (1812–1903), hatte bereits 1840 in Mainz eine Weinhandlung gegründet. Der Betrieb war auf Spitzenweine von Rhein und Mosel spezialisiert. August Saarbach übernahm später das Geschäft und baute es zu einem international tätigen Unternehmen aus. Zu seinen Kunden gehörten neben dem europäischen Hochadel auch amerikanische Millionäre und indische Maharadschas. Bis heute gibt es einen Getränkevertrieb mit dem Namen Eduard Saarbach & Co. GmbH mit Sitz in Traben-Trarbach.
Ab 1886/87 baute er neben dem Weinhandel einen international tätigen Pressegrosso auf, indem er den Vertrieb der amerikanischen Tageszeitung New York Herald in Europa übernahm. Zuvor hatte Saarbach den amerikanischen Multimillionär und Zeitungsverleger James Gordon Bennett junior auf einer Schiffsreise in die USA kennengelernt. Die für den Zeitungsvertrieb neugegründete Saarbach’s News Exchange verbreitete später auch noch zahlreiche andere ausländische Zeitungen wie die französische Zeitung Le Figaro. Das Nachfolgeunternehmen W.E. Saarbach GmbH mit Sitz in Hürth ist bis heute im Pressevertrieb aktiv.

## Privatleben
Am 7. Dezember 1884 heiratete August Saarbach kurz vor seinem 30. Geburtstag die gut acht Jahre jüngere Johanna Gutmann. Das Ehepaar hatte drei Töchter und drei Söhne, die alle in Mainz geboren wurden: Hedwig (1885–1957), Wilhelm (1887–1970), Anna (1888–1976), Elizabeth (1891–1944), Max Friedrich (1895–1910) und Ernst Alphons (1897–1989).
Die Familie lebte zunächst in einem Haus in der Kaiserstraße 46 in der Mainzer Neustadt, zog aber 1909 in eine Villa in der Heidesheimer Straße 45 nach Mainz-Gonsenheim. Am 2. März 1910 starb der zweitälteste Sohn Max Friedrich Saarbach im Alter von nur 15 Jahren – vermutlich an einer Hirnhautentzündung. Im folgenden Jahr ließen die Saarbachs auf ihrem eigenen Grundstück an der Ecke Heidesheimer Straße / Lennebergstraße zum Gedenken an ihren Sohn den Maxborn errichten.
August Saarbach starb am 15. Juni 1912 im Alter von 57 Jahren und wurde auf dem Hauptfriedhof Mainz beigesetzt. Seine Frau lebte bis zu ihrem Tod in Mainz und starb am 24. Juli 1940 in einem jüdischen Altenheim. Von den fünf noch lebenden Kindern der Saarbachs überlebten vier die Zeit des Nationalsozialismus und den Zweiten Weltkrieg – zum Teil waren sie schon in den 1930er Jahren aus Deutschland emigriert.